# Klaviersonate Nr. 3 (Chopin)

Frédéric Chopin, Klaviersonate h-Moll op. 58, Titelblatt der Erstausgabe (1845)

Die Klaviersonate h-Moll op. 58 ist die dritte und letzte von den Klaviersonaten von Frédéric Chopin.

## Entstehung und Widmung
Das Werk entstand in der Zeit von August bis Dezember 1844. Die französische Erstausgabe erschien im Juli 1845 im Verlag von Joseph Meissonnier in Paris mit der Widmung „à Madame la Comtesse E. de Perthuis“. In der Chopin-Literatur wurde sie bislang einhellig mit einer Gräfin Emilie de Perthuis (1769–1848) identifiziert, wohl nach einem Buch über dieselbe.
In Wahrheit handelt es sich um Comtesse Élise de Perthuis geb. von Grote (1800–1880), seit 1819 die Frau des Grafen Amable de Perthuis de Laillevault (1795–1877), des Adjutanten von König Louis-Philippe I. Die gebürtige Deutsche unterhielt in ihrer Wohnung, 12 Rue d’Astorg, einen Salon, in dem zahlreiche Künstler und Literaten verkehrten. Bereits 1836 hatte Chopin ihrem Gatten seine Vier Mazurken op. 24 gewidmet. Große Aufmerksamkeit erregte ihr von dem Maler Henri Lehmann geschaffenes Porträt, das im Salon de Paris von 1842 ausgestellt wurde.

## Aufbau
Mit den vier Sätzen folgt sie noch der (von Adolf Bernhard Marx zwischen 1824 und 1845 erörterten und definierten) Sonatensatzform der Wiener Klassik. Insgesamt ist die h-Moll-Sonate konzertanter und konventioneller gefasst als op. 35. Wie bei ihr dauert eine Aufführung eine knappe halbe Stunde.

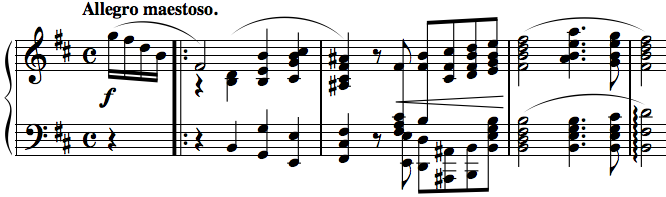
Frédéric Chopin, Klaviersonate h-Moll op. 58, Anfang des 1. Satzes

1. Satz: Allegro maestoso, h-Moll, 4/4

Wie in der Klaviersonate Nr. 2 bestreitet das Eingangsthema mit Überleitungs- und Schlussgedanken die eigentliche Durchführung. Die Reprise dagegen beginnt verschleiert ohne das Anfangsmotiv.
2. Satz: Scherzo: Molto vivace, Es-Dur, 3/4

Wie in op. 35 folgt ein Scherzo. Im terzverwandten Es-Dur huscht es auf einer Seite vom piano zum (synkopierten) fortissimo. Das Trio ruht auf gehaltenen Außenstimmen und überlässt das Geschehen den meist in Vierteln gehenden Mittelstimmen.
3. Satz: Largo, H-Dur, 4/4

In Stimmung, Melodie und schwebendem Begleitrhythmus gleicht das Largo einem Nocturne.

„Bevor das Thema piano beginnt, wird in einigen heftigen Unisono-Folgen und weichen fremdharmonischen Akkorden ein merkwürdiges Vorwort gesprochen. Bemerkenswert auch die Art des E-Dur-Mittelsatzes: die Oberstimme singt eine breite, auf halben Noten ruhende Weise, die jeweils nach einer »Zeile« wie beim Kirchenchoral von einem Zwischenspiel abgelöst wird; der Baß liegt ebenfalls auf ruhigen Halben und Ganzen, die Mittelstimme harft dazu in Achteln gebrochene Dreiklänge mit Zwischentönen, wobei die Töne des Dreiklangs länger angehalten werden.“

4. Satz: Finale, Presto, ma non tanto, agitato, h-Moll / H-Dur, 6/8

Ganz im Gegensatz zu op. 35 ist der Schlusssatz voller Farbe und gelöstem Schwung. Wuchtige Doppeloktaven mit dissonanten und modulierenden Mittelstimmen eröffnen das Rondo mit großer Gebärde. In den Zwischengruppen wird die Bewegung verdoppelt.

„Die Gesamtsteigerung ist klug berechnet, in ihrer edel-virtuosen Fassung bewundernswert, in der rauschhaften Art slawisch überschäumend, beinahe zügellos, technisch und gestalterisch nur von wirklichen Meistern des Klaviers zu bewältigen.“